# Krystyna Stolarska
Krystyna Lucyna Stolarska  z domu Garbulińska, pseud. Gayga (ur. 30 października 1954 w Będzinie, zm. 30 lipca 2010 w Siemianowicach Śląskich) – polska piosenkarka, kompozytor, aranżer i skrzypaczka.

## Życiorys
Ukończyła Państwową Średnią Szkołę Muzyczną w klasie skrzypiec oraz studia na Wydziale Pedagogicznym Uniwersytetu Śląskiego w Katowicach. W latach 1973–1980 występowała w żeńskich grupach muzycznych: Amazonki, Rock & Blues i Pro Contra. Współpracowała jako wokalistka z grupą Krzysztofa Sadowskiego i zespołem Blues & Rock Wojciecha Skowrońskiego.
Debiut solowy Krystyny Stolarskiej z zespołem Pro Contra miał miejsce w 1976 r. na XIV KFPP w Opolu z piosenką „Miłosennie” i w koncercie Gala Polska z piosenką „Mam to co chcę” na MFP w Sopocie. W 1982 r. rozpoczęła solową karierę pod pseudonimem „Gayga” (było to nawiązanie niemieckiego słowa Geige – skrzypce), współpracując kolejno z towarzyszącymi zespołami Pro-Rock, Din, Sei Channel, Jork, MC Diva. Inspirowała się NRD-owską piosenkarką Niną Hagen. Na listy przebojów trafiła z utworami „Ostatni singel”, „Jeszcze godzin tyle”, „Ja ruchomy cel”, później „Graj, nie żałuj strun”.
W latach 90. pod pseudonimem MC Diva (także nazwa zespołu) wydała kilka albumów w stylu dance, z których pochodzą utwory „Panie, coś pan”, „Anything You Want”, „To ja, Mały Książę”, „Muzyka naszych serc”, „Dziewczyna z St. Pauli”. Koncertowała z: DJ BoBo, Fun Factory, Captain Jack, E-Rotic, Heath Hunter, MC Erik & Barbara.
W 2006 r. powróciła jako Gayga z nowym albumem Dziennik z podróży, nawiązując do dorobku artystycznego i swoich tras koncertowych.
W swym repertuarze miała utwory z pogranicza bluesa, rocka i popu. Gayga wielokrotnie zdobywała tytuły Talent Roku i Wokalistka Roku oraz nagrody za Piosenkę Roku i Teledysk Roku. Występowała jako Guest Star na europejskich rockowiskach i międzynarodowych festiwalach piosenki, brała udział w międzynarodowych trasach koncertowych. Nagrała 30 recitali telewizyjnych w Polsce i za granicą. Odbyła tournée koncertowe w 28 krajach na pięciu kontynentach. Nagrywała z orkiestrami rozgłośni radiowych w: Warszawie, Łodzi, Katowicach, Kolonii, Baden-Baden, Berlinie, Rostocku, Dreźnie, Pradze, Ostrawie i Hawanie.
Zdobyła wiele nagród i wygrała wiele plebiscytów prasowych, radiowych i telewizyjnych, m.in. sukces w telewizyjnym plebiscycie „Muzyczna Jedynka” w latach 90. – wielokrotna wygrana z zespołami Jork i MC Diva (założycielem obu grup był znany muzyk i kompozytor Bernard Sołtysik, który od samego początku zajmował się muzyczną stroną działalności Gaygi). Wielokrotnie uczestniczyła w festiwalach w Opolu i Sopocie. Od organizatorów festiwalu w Opolu otrzymała dyplom jako osoba wielce zasłużona dla Polskiej Piosenki i jej Festiwali. Była laureatką nagrody fotoreporterów Miss Obiektywu na XX KFPP Opole ’83.
Muzykę komponowała samodzielnie lub korzystała z utworów, które skomponowali: Bernard Sołtysik, Tadeusz Nalepa, Katarzyna Gärtner, Bogdan Kisiel. Autorami tekstów byli: Andrzej Kuryło, Janusz Kondratowicz, Andrzej Sikorowski, Janusz Wegiera, Marek Gaszyński, Julian Matej, Magda Wojtaszewska, Marcin Lenda, Irena Buczek, Jarosław Nowosad, Ziemowit Kosmowski, Marek Nawrat, Robert Noszczyk.
Zmarła wskutek choroby nowotworowej. Uroczystości pogrzebowe artystki odbyły się 4 sierpnia 2010 r. Urnę z jej prochami złożono w rodzinnym grobowcu na cmentarzu przy kościele św. Antoniego w Dąbrowie Górniczej.

## Dyskografia

### Albumy
- 1987: GAYGA (EP; wyd. Tonpress)

#### CD
- 1993: GAYGA (wyd. Starling S.A.)
- 1994: Gayga & Jork (wyd. Laser Sound)
- 1994: MC Diva: Panie coś pan (wyd. Laser Sound)
- 1996: MC Diva: Anything You Want – Wszystko czego chcesz (wyd. Snake’s Music)
- 1997: MC Diva: Mały Książę (wyd. Magic Records)
- 1998: Dance Juice (wyd. Magic Records)
- 2005: Z list przebojów (wyd. Box Music)[6]
- 2005: Dziennik z podróży (wyd. Box Music)
- 2006: The Best: Ja ruchomy cel (wyd. MTJ)
- 2008: MC Diva: MC Diva The Best (wyd. Universal Music Polska)

#### Inne
- 1985: Gayga & Din (wyd. Pronit)

### Single
- 1984: Gayga: „Ja – ruchomy cel” (wyd. Tonpress)
- 1985: Gayga: „Graj, nie żałuj strun” (wyd. Pronit)
- 1995: MC Diva & Michael Morgan: „Anything You Want” (maxisingel; wyd. Snake’s Music)
- 1997: MC Diva: „Mały Książę” (maxisingel; wyd. Magic Records / PolyGram Polska)

#### Składanki
- 1994: Bitt 1 – MC Diva: piosenka „Panie coś pan” (wyd. Laser Sound)
- 1995: Polski Power Dance vol. 1 – MC Diva: piosenka „Dziewczyna z St. Pauli” (wyd. Snake’s Music)
- 1995: Polski Power Dance vol. 2 – MC Diva: piosenka „Anything You Want” – Mix (wyd. Snake’s Music)
- 1995: Polski Power Dance vol. 3 – MC Diva: piosenki „Anything You Want”, „Szklane serce” (wyd. Snake’s Music)
- 2003: Wideoteka dorosłego człowieka – Gayga: piosenka „Graj, nie żałuj strun”
- 2003: To dla ciebie gramy nr 3 – Gayga: piosenka „Ja ruchomy cel” (wyd. MTJ)
- 2005: Dee Jay Mix Club 1 – Gayga: piosenka „Jak to dobrze, że śnię” (wyd. Dee Jay)
- 2005: Dee Jay Mix Club 7 – Gayga: piosenka „Tango przyciszone” (wyd. Dee Jay)